# Adax
Adax – marka komputerów, tabletów i powiązanych z tymi urządzeniami akcesoriów. Istnieje na polskim rynku od 1993 roku. Jej aktualnym właścicielem i producentem urządzeń IT sprzedawanych pod tą marką jest spółka INCOM  Group S.A.
Początkowo marka Adax należała do spółki Centrum Komputerowe Adax, która to z kolei była własnością przedsiębiorstwa JTT. Z powodu kłopotów, w jakie popadła firma JTT, w lutym 2005 r. CK Adax zostało sprzedane prywatnemu inwestorowi. 8 września 2006 roku Incom, nowy właściciel marki zapowiedział jej powrót na rynek. W 2011 roku pod marką ADAX wprowadzono na polski rynek tablety lokalnego producenta z systemem Android.
W ofercie produktów informatycznych pod marką ADAX znajdują się komputery osobiste, komputery gamingowe, tablety i serwery. Największym użytkownikiem komputerów ADAX w Polsce jest Zakład Ubezpieczeń Społecznych, który korzysta z ponad 35 000 komputerów desktop ADAX dostarczonych w latach 2009-2014.